# Балаж Берке
Балаж Берке (угор. Berke Balázs, 20 лютого 1984, Надьканіжа) — угорський футбольний арбітр. Арбітр ФІФА з 2019 року. За цивільною професією працює державним службовцем у муніципалітеті.

## Кар'єра
З 2004 року судив матчі районного рівня, а 2009 року став судити ігри другого угорського дивізіону.
30 липня 2011 року Берке обслужив свій перший матч у вищому дивізіоні Угорщини, відпрацювавши на матчі «Шіофок» — «Уйпешт» (2:0), де показав по жовтій картці одному гравцю кожній з команд. Однак у період з листопада 2012 року по квітень 2015 року він знову обслуговував лише матчі у другому та третьому дивізіонах.
2019 року був включений до списку арбітрів ФІФА та почав судити міжнародні футбольні матчі. У єврокубках як головний арбітр дебютував 18 липня 2019 року під час матчу «Енгордань» — «Динамо» (Тбілісі) в рамках першого кваліфікаційного раунду Ліги Європи УЄФА, який закінчився з рахунком 0:1, а Берке показав дві жовті картки господарям.
За підсумками 2020 року Берке був визнаний найкращим арбітром чемпіонату Угорщини.
30 березня 2021 року відсудив свій перший матч національних збірних, коли Катар зіграв унічию 1:1 проти Ірландії завдяки голам Мохаммеда Мунтарі та Джеймса Макклейна. Під час цього матчу Берке показав ірландцям Гевіну Базуну та Джейсону Найту жовті картки.
30 липня 2021 року, Балаш Берке увійшов у вітчизняну історію, оскільки вперше використав систему VAR в офіційному матчі чемпіонату Угорщини. На 48-й хвилині матчу «Пакш» — «Мезйокйовешд» Берке подивився на повтор ситуації у штрафному майданчику, а потім призначив пенальті.